# ولکر هین
ولکر هین (همکار انجمن سلطنتی) (زاده ۱۹ سپتامبر ۱۹۳۰ در هامبورگ، آلمان) یک فیزیکدان نیوزلند / انگلیس است. او با دافن ازدواج کرده‌است و آنها سه فرزند دارند. ولکر هین پیشگام مطالعات نظری و محاسباتی در مورد ساختار الکترونیکی مواد جامد و مایعات و تعیین خواص فیزیکی ناشی از آن است.

## زندگی‌نامه
ولکر هاین در دانشکده Wanganui و دانشگاه اوتاگو (نیوزیلند) تحصیل کرده‌است. وی در سال ۱۹۵۴، برای دکتری فیزیک (۱۹۵۶) خود به بورسیه تحصیلات تکمیلی شل به عنوان دانش آموز نویل فرانسیس مات به کمبریج (انگلیس) آمد. در سالهای بعد وی در کالج کلر بورس تحصیلی گرفت و به عنوان بخشی از گروه تئوری جدید در آزمایشگاه کاوندیش درآمد و بعد از یک سال پسا دکتری و چندین سفر و بازدیدهای تابستانی در آمریکا، وی برای ادامه دادن حرفه خود در کمبریج ماند. در سال ۱۹۷۶، هاین پروفسور شد و عنوان رئیس گروه تئوری که بعداً «تئوری ماده متراکم» نامیده می‌شد را، عهده‌دار شد. وی این سمت را تا زمان بازنشستگی در سال ۱۹۹۷ نگه داشت.
ولکر هاین یک چهره بسیار فعال در جامعه علمی بین‌المللی بوده‌است، به ویژه زمینه شبیه‌سازی رایانه‌های اتمی در اروپا را شکل داده‌است. وی شبکه Psi-k، شبکه ای از محققان جهان که در زمینه پیشرفت اصول اولیه علم مواد محاسباتی کار می‌کنند را، آغاز و بعداً رهبری کرد. مأموریت Psi-k ایجاد نظریه بنیادی، الگوریتمها و کدهای رایانه ای به منظور درک، پیش‌بینی و طراحی خواص و کارکردهای مواد است. فعالیت‌های اصلی Psi-k سازماندهی همایش‌ها، کارگاه‌ها، آموزش‌ها و آموزشگاه‌های آموزشی و همچنین انتشار تفکر علمی در جامعه است.
ولکر هاین در سال ۱۹۷۴ عضو انجمن سلطنتی و انجمن فیزیک آمریکا در سال ۱۹۸۷ انتخاب شد. وی در سال ۱۹۷۲ به مدال و جایزه ماکسول، مدال سلطنتی انجمن سلطنتی (لندن) در سال ۱۹۹۳، مدال دیراک انستیتوی فیزیک در ۱۹۹۴ و جایزه Max Born در ۲۰۰۱ اعطا شد. وی به عنوان استاد افتخاری در چندین دانشگاه در سراسر جهان و عضو علمی خارجی موسسه ماکس پلانک برای تحقیقات حالت جامد در اشتوتگارت است.